# 이케다 세이고
이케다 세이고(일본어: 池田誠剛, 1960년 12월 16일 ~ )은 일본의 전 축구 선수이자 현 지도자로 현재 우라와 레드 다이아몬즈의 피지컬 코치이다. 

## 선수 시절
1960년 12월 16일 일본 사이타마현에서 태어나 23세에 와세다대학을 졸업 후 유럽 여행 도중 웨스트햄 유나이티드 입단테스트에 합격하며 1980년대 일본인으로는 최초로 잉글랜드 풋볼 1부 리그에 입단했다.
수비형 미드필더로 2군 경기에 3경기 출전하여 1골·1어시스트로 활약했지만 4번째 경기에서 십자인대 부상을 당하면서 재활 치료까지 받았음에도 불구하고 후방 십자인대 파열이라는 악재까지 겹치면서 결국 1983년 웨스트햄과의 계약을 해지한 후 일본으로 돌아왔다.
일본으로 돌아온 이후 같은 해 제프 유나이티드 지바에 입단한 뒤 1991년까지 몸 담았지만 이후 잦은 부상에 발목이 잡혀 8년만에 선수 생활을 마무리해야 했다.

## 지도자 경력
1991년 선수 은퇴 후 친정팀인 제프 유나이티드 이치하라의 수석 코치로 본격적인 지도자 커리어를 시작한 후 수석 코치, 감독 겸 피지컬 코치로 활동하다가 1994년 FIFA 월드컵을 앞두고 당시 브라질 축구 국가대표팀 사령탑이던 카를루스 아우베르투 파헤이라 감독의 요청으로 브라질 대표팀의 피지컬 코치로 합류하여 브라질의 24년만의 월드컵 우승에 공헌했다.
이후 1995년 이탈리아 세리에 A의 명문 AC 밀란에서 피지컬 코치로 잠시 활동한 후 1996년부터 2007년까지 제프 유나이티드 이치하라와 요코하마 F. 마리노스의 피지컬 코치로 활약하며 요코하마 마리노스의 J리그 1997 3위, J리그 디비전 1 2000 준우승, J리그컵 2001 우승, J리그 디비전 1 2002 준우승, 2회 연속 리그 우승(2003, 2004)의 업적을 남겼다.
그리고 2007 시즌을 앞두고 부산 아이파크의 감독으로 부임한 황선홍 감독의 요청으로 4개월간 부산의 피지컬 코치로 잠시 활동했고 2008년 다시 일본으로 돌아가 우라와 레즈의 코치로 지내던 중 홍명보 울산 현대 감독이 대한민국 U-20 대표팀의 사령탑으로 부임했다는 소식을 접하고 2009년 FIFA U-20 월드컵 3개월 전 홍 감독으로부터 연락을 받아 U-20 대표팀의 피지컬 코치로 부임하여 U-20 대표팀의 8강 진출을 도왔다.
2009년 U-20 월드컵 이후 대한민국 U-23 대표팀의 피지컬 코치로 부임한 뒤 3년간 활약하며 2010년 아시안 게임 동메달을 이끌었고 2년 후 열린 2012년 하계 올림픽에서는 대한민국 축구 역사상 올림픽 첫 메달(동메달)의 새 역사를 만들었다.
이후 저장 FC, 대한민국 축구 국가대표팀, 로아소 구마모토, 홍콩 축구 국가대표팀의 피지컬 코치로 활약하며 홍콩 대표팀의 2019년 AFC 아시안컵 3차 예선 진출을 이끌었고 2016년 FC 도쿄, 2017년 FC 이마바리의 피지컬 코치를 역임했고 2018년부터 2021년까지 산프레체 히로시마의 피지컬 코치로 3년간 활약하면서 J1리그 2018 준우승, 2019년 AFC 챔피언스리그 16강 진출에 기여했다.
그리고 2022 시즌을 앞둔 2021년 12월 16일 대한민국 K리그1의 명문 울산 현대의 수석 코치로 부임했고 2022년 1월 26일 자가 격리 해제 후 울산의 수석 코치로 팀에 정식 합류하여 울산의 17년만의 리그 우승이라는 대업을 이끌었다.
2022 시즌 종료 후 이경수 전 수원 삼성 블루윙즈 수석 코치가 울산의 수석 코치로 이적하면서 자연스럽게 울산의 피지컬 코치로 보직을 변경한 이후에도 울산의 리그 2연패이자 통산 4번째 리그 우승에 크게 기여했다.
2024 시즌에도 울산의 K리그 3연패를 이끌어냈고 시즌이 끝난 후, 스태프 개편으로 울산을 떠나 J1리그 우라와 레드 다이아몬즈 코치로 합류하였다.

## 수상

### 클럽 (지도자)
요코하마 F. 마리노스
- J1리그 : 우승 (2003, 2004), 준우승 (2000, 2002), 3위 (1997)
- J리그컵 : 우승 (2001)

산프레체 히로시마
- J1리그 : 준우승 (2018)

울산 HD
- K리그1 : 우승 (2022, 2023, 2024)
- 코리아컵 : 준우승 (2024)

### 국가대표팀 (지도자)
브라질
- FIFA 월드컵 : 우승 (1994)

대한민국 U-23
- 아시안 게임 : 동메달 (2010)
- 하계 올림픽 : 동메달 (2012)